# Sarvisé
Sarvisé (aragonesisch Saruisé) ist ein spanischer Ort in den Pyrenäen in der Provinz Huesca der Autonomen Gemeinschaft Aragonien. Der Ort gehört zur Gemeinde Broto. Sarvisé hatte 93 Einwohner im Jahr 2015.
Der Ort, zwei Kilometer südlich von Broto gelegen, ist über die Nationalstraße N-260a zu erreichen.

## Geschichte
Sarvisé wurde im Jahr 1050 erstmals urkundlich erwähnt.

## Sehenswürdigkeiten
- Romanische Pfarrkirche La Natividad (Bien de Interés Cultural), nach der Zerstörung im Bürgerkrieg 1936 wieder aufgebaut.

## Wirtschaft
Sarvisé lebt vom Tourismus.